# USNS Cesar Chavez (T-AKE-14)
L'USNS Cesar Chavez (T-AKE-14) est un vraquier, dernier navire de la classe Lewis and Clark lancé le 5 mai 2012 pour l'United States Navy. La quille du Cesar Chavez a été posée le 9 mai 2011 par la National Steel and Shipbuilding Company (NASSCO) à San Diego.
Il est le premier navire exploité par la marine américaine à porter le nom de Cesar Chavez (1927-1993), leader syndical et militant des droits civiques. Il avait rejoint la Marine à l'âge de dix-sept ans en 1944 pendant la Seconde Guerre mondiale et a servi pendant deux ans. 